# 展览城西站
展览中心西站（德語：U-Bahnhof Messestadt-West）是一座慕尼黑地铁2号线位于特鲁德灵-里姆的一座车站，毗邻l里姆购物廊。